# Хари Потър и Даровете на Смъртта
"Хари Потър и Даровете на Смъртта" (на английски: Harry Potter and the Deathly Hallows) е фентъзи роман, написан от английската писателка Джоан Роулинг, седмият и последен от поредицата Хари Потър. Книгата проследява магьосника Хари Потър и последният му сблъсък с тъмния магьосник Лорд Волдемор.
Даровете на Смъртта подобрява рекордите по продажби при издаването си, надминавайки тези, поставени от предишни заглавия от поредицата за Хари Потър. Книгата държи световния рекорд на Гинес за най-много продадени копия в рамките на 24 часа след излизането си, с 8,3 милиона продадени в САЩ и 2,65 милиона във Великобритания. Приемането на книгата като цяло е положително и печели наградата за книга Blue Spruce в Колорадо през 2008 г., а Американската библиотечна асоциация я нарича „Най-добрата книга за млади“. Пиесата, Хари Потър и Прокълнатото дете, е написана от Джак Торн и се основава на оригинална история, написана от Джоан Роулинг, Джон Тифани и Торн, с премиера в Театър „Палас“ в Лондон на 30 юли 2016 г. Роулинг нарича пиесата „осмата история на Хари Потър“ и се развива деветнадесет години след събитията от Даровете на смъртта, като на практика продължава там, където свършва епилогът на седмата книга.
Филмова адаптация на романа е издадена в две части: Хари Потър и Даровете на Смъртта: част 1 през ноември 2010 г. и част 2 през юли 2011 г.

## Сюжет
Хари е на път да навърши седемнадесет години и ще загуби закрилата на починалата си майка. Членовете на Ордена на Феникса преместват Дърсли и се подготвят да преместят Хари в Хралупата чрез летене на метли, използвайки приятелите му като примамки. Смъртожадните ги нападат при тръгване и в последвалата битка Лудоокия Муди и Хедуиг умират, докато Джордж Уизли е ранен. Волдемор пристига, за да убие Хари, чиято пръчка отблъсква атаката.
Хари, Рон и Хърмаяни се подготвят за търсенето на четирите останали хоркрукса на Волдемор. Всеки от тях получава предмет, завещан от Албус Дъмбълдор: златен снич за Хари, делюминатор за Рон и „Приказките на барда Бийдъл“ за Хърмаяни. На Хари е завещан и мечът на Годрик Грифиндор, но Министерството не му позволява да го получи. По време на сватбата на Бил Уизли и Фльор Делакор, смъртожадните атакуват, докато Министерството на магията пада в ръцете на Волдемор. Триото бяга на площад Гримолд 12, семейния дом на Сириус Блек, който е завещан на Хари.
Те научават, че покойният брат на Сириус, Регулус, е откраднал медальона на Слидерин, който е хоркрукс, но е умрял и неговото домашно духче Крийчър не е успяло да го унищожи. По-късно е откраднат от Мъндънгус Флечър. Крийчър открива Флечър, който казва, че медальонът е взет от Долорес Ъмбридж. Прониквайки в Министерството, триото открадва медальона от Ъмбридж, но укритието на Гримолд е компрометирано при бягството им. Те се крият в гората, без да могат да унищожат медальона и без други следи. Тъмната природа на медальона засяга Рон, който изоставя групата. Хари и Хърмаяни научават за миналото на Дъмбълдор с тъмния магьосник Гелърт Гринделвалд. Те пътуват до Годрикс Холоу, родното място на Хари, и са нападнати от Наджини, която е маскирана като Батилда Багшот. Те бягат, но пръчката на Хари е силно повредена. Една нощ Патронус във формата на сърна води Хари до езеро, на чието дъно е мечът на Годрик Грифиндор. Когато Хари се опитва да вземе оръжието, медальонът на врата му почти го убива. Рон, воден обратно от делюминатора, го спасява и унищожава медальона с меча, на свой ред унищожавайки хоркрукса, съдържащ се в него.
В книгата, завещана ѝ от Дъмбълдор, Хърмаяни открива символ, носен и от бащата на Луна Лъвгуд Ксенофилиус. Когато го посещават, той им разказва за митичните Дарове на Смъртта: Бъзовата пръчка, непобедима пръчка; камъкът на възкресението, който може да възкреси мъртвите; и непогрешима мантия невидимка. Това, което Ксенофилиус не казва е, че Луна е заловена. Той призовава смъртожадни, за да хванат триото в замяна на нейната свобода, но тримата успяват да се измъкнат. Те установяват, че Дъмбълдор е притежавал Бъзовата пръчка, която той печели, след като побеждава Гринделвалд. Мантията невидимка на Хари е третият дар, а неговият снич съдържа камъка на възкресението.
Триото е заловено и отведено в имението на Малфой. Белатрикс измъчва Хърмаяни, вярвайки, че са откраднали меча на Грифиндор от нейния трезор в Гринготс. С помощта на домашното духчу Доби те бягат в къщата на Бил и Фльор заедно с други затворници, включително таласъма Грипкук. По време на бягството Белатрикс убива Доби. Хари има видение как Волдемор открадва Бъзовата пръчка от гробницата на Дъмбълдор. Триото решава да проникне в трезора на Белатрикс, вярвайки, че там има друг хоркрукс. С помощта на Грипкук те нахлуват, вземат чашата на Хафълпаф и избягват, въпреки че Грипкук открадва меча на Грифиндор. Хари има видение как Волдемор е информиран за обира и решава да провери хоркруксите си, като по този начин разкрива останалите на Хари: единият е Наджини, а другият останал е скрит в Хогуортс.
Триото влиза в Хогуортс с помощта на брата на Дъмбълдор Абърфорт. Волдемор, уведомен за местонахождението на Хари, предприема нападение срещу Хогуортс. Учителите и учениците се мобилизират в защита на училището. Рон и Хърмаяни унищожават чашата на Хафълпаф със зъб от базилиска от Стаята на тайните. Хари открива, че диадемата на Рейвънклоу е хоркруксът. Триото го намира в Нужната стая, но попада в засада от Драко, Краб и Гойл. Краб ги атакува с помощта на прокълнат огън, но не успява да го овладее; огънят го убива и унищожава диадемата. Междувременно мнозина умират по време на нападението на Волдемор, включително Ремус Лупин, Нимфадора Тонкс и Фред Уизли.
Волдемор чувства, че Бъзовата пръчка не се представя според очакванията, които има. Вярвайки, че Снейп, след като е убил Дъмбълдор, е нейният истински господар. Хари пристига, когато Волдемор убива Снейп. Със сетни сили Снейп предава спомените на Хари, за да ги види в мислоема. Те разкриват, че Снейп е обичал майката на Хари и е действал като двоен агент срещу Волдемор. Наблюдавал е триото, извиквайки своя Патронус – сърна. Дъмбълдор умира след неправилно боравене с пръстена хоркрукс и е планирал "убийството" си от ръцете на Снейп. Хари също научава, че е непреднамерен хоркрукс, без да знае Волдемор, и трябва да умре, за да направи Волдемор смъртен. Хари се предава, инструктирайки Невил Лонгботъм да убие Наджини. По пътя той използва камъка на възкресението, за да се събере отново с родителите си и други починали близки. Той пуска камъка, когато среща Волдемор, който му изпраща убийственото проклятие.
Хари се събужда на място, наподобяващо Кингс Крос, и е посрещнат от Дъмбълдор. Той обяснява, че първото убийствено проклятие на Волдемор е оставило частица от душата му в Хари, причинявайки връзката им. Последното убийствено проклятие унищожава тази част от душата, позволявайки на Хари да се върне към живота или да „продължи“. Хари се връща към живота и се преструва на умрял. Волдемор призовава за примирие и изисква подчинението на хората от Хогуортс. Невил обаче изважда меча на Грифиндор от Разпределителната шапка и убива Наджини.
Битката се подновява, като Моли Уизли убива Белатрикс. Хари се разкрива на Волдемор и го въвлича в последна битка. Той обяснява, че лоялността на Бъзовата пръчка се предава при поражението, а не след убийството на бившия ѝ господар. Драко, а не Снейп, е господар на Бъзовата пръчка, след като обезоръжава Дъмбълдор, преди Снейп да го убие. След като обезоръжава Драко в дома му, сега Хари е истинският господар на Бъзовата пръчка. Волдемор запраща убийственото проклятие към Хари, но заклинанието се връща. Волдемор умира и Хари поправя своята пръчка, преди да върне бъзовата пръчка в гробницата на Дъмбълдор. Той запазва мантията си невидимка и оставя камъка на възкресението да остане изгубен.
Епилог
Деветнадесет години по-късно триото изпраща децата си в Хогуортс от перон 9 3⁄4 на гара Кингс Крос. Хари и Джини имат три деца: Джеймс Сириус, Албус Сивиръс и Лили Луна. Рон и Хърмаяни имат две деца, Роуз и Хюго. Кръщелникът на Хари Теди Лупин е открит да целува дъщерята на Бил и Фльор Виктоар; Драко и съпругата му изпращат сина си Скорпиус. Албус заминава за първата си година и се притеснява, че ще бъде настанен в „Слидерин“. Хари го успокоява, разказва му за смелостта на Снейп и разкрива Разпределителната шапка взима предвид желанието на ученика. Тъй като белегът му не го боли от деветнадесет години, разказвачът заключава, че „всичко е наред“.

## Преди публикуване

### Избор на заглавие
Заглавието на книгата се отнася до три митични предмета, представени в историята, известни като „Даровете на Смъртта “ — непобедима пръчка (Бъзовата пръчка), камък, който съживява мъртвите (камъкът на възкресението) и мантия невидимка. Малко преди да обяви заглавието, Джоан Роулинг съобщава, че е обмисляла три заглавия за книгата. Окончателното заглавие е обявено на обществеността на 21 декември 2006 г. чрез специален коледен пъзел на уебсайта на Роулинг, потвърдено малко след това от издателите на книгата. Попитана по време на чат на живо за другите заглавия, които обмисля, Роулинг споменава Хари Потър и Бъзовата пръчка и Хари Потър и Търсенето на Певерал.

### Роулинг за завършването на книгата
Роулинг завършва книгата, докато отсяда в хотел „Балморал“ в Единбург през януари 2007 г., оставяйки подписано изявление върху мраморен бюст на Хермес в стаята си, което гласи „Дж. К. Роулинг завърши писането на Хари Потър и Даровете на Смъртта в тази стая (552) на 11 януари 2007 г.“. В изявление на уебсайта си тя казва: „Никога не съм изпитвала такава смесица от екстремни емоции в живота си, никога не съм мечтала, че мога да се чувствам едновременно с разбито сърце и в еуфория“. Тя сравнява своите смесени чувства с тези, изразени от Чарлз Дикенс в предговора на изданието на Дейвид Копърфийлд от 1850 г., „двугодишна задача за въображение“. „За което“, добавя тя, „мога само да въздъхна, опитай седемнадесет години, Чарлз“. Тя завършва съобщението си с думите: „Даровете на Смъртта са ми любими и това е най-прекрасният начин да завърша поредицата“.
Попитана преди публикуването за предстоящата книга, Роулинг казва, че не може да промени края дори и да иска. „Тези книги са планирани толкова дълго време и вече са издадени шест книги, че всички водят в определена посока. Така че наистина не мога“. Тя също така коментира, че последният том е тясно свързан с предишната книга от поредицата, Хари Потър и Нечистокръвния принц, „почти сякаш са две половини на един и същи роман“. Тя казва, че последната глава от книгата е написана като част от най-ранната ѝ работа по поредицата.

## Основни теми

### Смъртта
В интервю от 2006 г. Джоан Роулинг казва, че основната тема на поредицата е справянето на Хари със смъртта, което е повлияно от смъртта на майка ѝ през 1990 г. от множествена склероза. Лев Гросман от Тайм заявява, че основната тема на поредицата е огромната важност да продължиш да обичаш пред лицето на смъртта.

### Живот в покварено общество
Учените и журналистите разработват много други интерпретации на темите в книгите, някои по-сложни от други, а някои включват политически подтекст. Теми като нормалност, потисничество, оцеляване и преодоляване на внушителните шансове се считат за преобладаващи в цялата поредица. По подобен начин темата за преминаването през юношеството и „преодоляването на най-мъчителните изпитания – и по този начин примиряването с тях“ също е разгледана. Роулинг заявява, че книгите съдържат „продължителен аргумент за толерантност, продължителна молба за край на фанатизма“ и това също така предава послание „да поставите под съмнение авторитета и да не приемате, че пресата ви казва цялата истина“.

### Християнски алегории
Поредицата Хари Потър е критикувана за предполагаема подкрепа на магьосничеството и окултното. Преди публикуването на Даровете на Смъртта Роулинг отказва да говори за религията си, заявявайки: „Ако говоря твърде свободно, всеки читател, независимо дали е на 10 или на 60 години, ще може да познае какво предстои в книгите“. Мнозина обаче коментират християнските алегории, които се появяват в Даровете на Смъртта. Например, Хари умира и след това се връща към живота, за да спаси човечеството, като Христос. Мястото, където това се случва, е Кингс Крос. Роулинг също така заявява, че „моята вяра и моята борба с религиозните вярвания... мисля, че са доста очевидни в тази книга“, което е показано, докато Хари се бори с вярата си в Дъмбълдор.
Когато Хари посещава гроба на родителите си, библейската препратка „Последният враг, който ще бъде унищожен, е смъртта“ (1 Коринтяни 15:26) е изписана на гроба. Семейната гробница на Дъмбълдор също съдържа библейски цитат: „Където е съкровището ви, там ще бъде и сърцето ви“, който е от Матей 6:21. Роулинг заявява, че тези цитати „обобщават, почти олицетворяват цялата поредица“.

## Прием

### Критичен отговор
Критичката Мери Карол Макколи, отбеляза, че книгата е по-сериозна от предишните романи в поредицата и е в по-ясна проза. Освен това рецензентът Алис Фордхам от Таймс пише, че „гениалността на Роулинг не е просто нейната пълна реализация на фантастичен свят, но по-тихото умение да създава герои, които отскачат от страницата, истински и недостатъчни, смели и привлекателни“. Фордъм заключва: „Изминахме дълъг път заедно и нито Роулинг, нито Хари ни разочароваха в крайна сметка“. Мичико Какутани от Ню Йорк Таймс се съгласява, възхвалявайки способността на Роулинг да направи Хари едновременно герой и персонаж, с който читателят може да се свърже“.

### Продажби
Продажбите на Хари Потър и Даровете на Смъртта са рекордни. Първоначалният тираж в САЩ е 12 милиона копия и повече от милион са предварително поръчани чрез Amazon и Barnes & Noble, 500 процента повече от предварителните продажби на Нечистокръвния принц. На 12 април 2007 г. Barnes & Noble декларира, че книгата Даровете на смъртта е счупила рекорда си за предварителни поръчки с повече от 500 000 копия, предварително поръчани през неговия сайт. В деня на издаването рекордните 8,3 милиона копия са продадени в Съединените щати (над 96 в секунда) и 2,65 милиона копия в Обединеното кралство. До юни 2008 г., почти година след публикуването ѝ, продажбите в световен мащаб на книгата са около 44 милиона.

## Адаптации

### Кино
Филмова адаптация на Хари Потър и Даровете на Смъртта е разделена в две части, режисирани от Дейвид Йейтс, със сценарий от Стив Клоувс и продуцирани от Дейвид Хейман, Дейвид Барън и Дж. К. Роулинг. Част 1 е пусната на 19 ноември 2010 г., а част 2 – на 15 юли 2011 г. Снимките започват през февруари 2009 г. и приключват на 12 юни 2010 г. Въпреки това, актьорският състав потвърждава, че сцената с епилога е заснета отново. Повторните снимки приключват през декември 2010 г. Част 1 завършва с глава 24 на книгата, когато Волдемор взима Бъзовата пръчка. Въпреки това се наблюдават няколко пропуска, като появата на Дийн Томас и Виктор Крум и смъртта на Питър Петигрю.

## В България
| Година на издаване | Издание                          | Художник на корицата                             | Издателство | Страници |
| ------------------ | -------------------------------- | ------------------------------------------------ | ----------- | -------- |
| 2007 г.            | твърди корици                    | Мери Гранпре                                     | „Егмонт“    | 656      |
| 2016 г.            | твърди корици                    | Джони Дудъл                                      | „Егмонт“    | 680      |
| 2019 г.            | твърди корици (юбилейно издание) | Любен Зидаров                                    | „Егмонт“    | 576      |
| 2021 г.            | твърди корици                    | Мери Гранпре (и на илюстрациите към всяка глава) | „Егмонт“    | 672      |